# Art’otel
art'otel ist eine Hotelkette der PPHE Hotel Group Limited, Guernsey, welche in Europa auch die Hotels der Marke Park Plaza Hotels & Resorts betreibt. Die einzelnen Häuser sind individuell eingerichtet und jeweils einem Künstler gewidmet.
Zur Gruppe gehören folgende Häuser:
- art'otel Amsterdam (Atelier van Lieshout)
- art'otel berlin mitte (Georg Baselitz)
- art'otel berlin kudamm (Andy Warhol)
- art'otel budapest (Donald Sultan, US-amerikanischer Künstler)
- art'otel Dresden (A. R. Penck)
- art'otel cologne (SEO)